# Badens regenter
Liste over Badens regenter er en oversigt over de forskellige fyrstelige linjer, som har regeret i territoriet Baden i den sydlige del af Tyskland.
Fra 1190 til 1771 var området delt imellem forskellige linjer, som det var skik i Det Tysk-Romerske Rige. De vigtigste af disse området var Baden-Baden og Baden-Durlach.
I 1803 blev markgreven af Baden ophøjet til kurfyrste, og i 1806 blev Baden ophøjet til storhertugdømme. I 1871 indgik Baden i Det Tyske Kejserrige.
Monarkiet i Baden blev afskaffet ved Første Verdenskrigs afslutning i 1918, og Baden blev republik. 
Ved Anden Verdenskrigs afslutning i 1945 indgik den nordlige del af Baden i Württemberg-Baden i den amerikanske besættelseszone, mens den sydlige og største del beholdt navnet Baden og indgik i den franske besættelseszone. 
I 1952 indgik hele området i den stadigt eksisterende tyske delstat Baden-Württemberg.

## Markgrever af Baden 1061-1190
- Berthold 1. 1061-1073
- Hermann 1. 1073
- Hermann 2. 1073-1130
- Hermann 3. 1130-1160
- Hermann 4. 1160-1190

## Baden delt 1190-1771

### Markgrever af Baden-Baden 1190-1335
- Hermann 5. 1190-1243
- Hermann 6. 1243-1250
- Frederik 1. og Rudolf 1. 1250-1268
- Rudolf I 1268-1288
- Hesso, Rudolf 2., Herman 7. og Rudolf 3. 1288-1291
- Hesso, Rudolf 2., og Rudolf 3. 1291-1295
- Hesso og Rudolf 3. 1295-1297
- Rudolf 3. og Rudolf Hesso 1297-1332
- Rudolf Hesso 1332-1335

### Markgrever af Baden-Hachberg 1190-1418
- Henrik 1. 1190-1231
- Henrik 2. 1231-1290
- Henrik 3. 1290-1330
- Henrik 4. 1330-1369
- Otto 1. 1369-1386
- Johan og Hesso 1386-1409
- Hesso 1409-1410
- Otto 2. 1410-1418

### Markgrever af Baden-Sausenberg 1290-1503
- Rudolf 1. 1290-1313
- Henrik, Rudolf 2. og Otto 1313-1318
- Rudolf 2. og Otto 1318-1352
- Otto og Rudolf 3. 1352-1384
- Rudolf 3. 1384-1428
- Wilhelm 1428-1441
- Hugo og Rudolf 4. 1441-1444
- Rudolf 4. 1444-1487
- Philip 1487-1503

### Markgrever af Baden-Eberstein 1291-1353
- Frederik 2. 1291-1333
- Herman 9. 1333-1353

### Markgrever af Baden-Pforzheim 1291-1361
- Rudolf 4. og Herman 8. 1291-1300
- Rudolf 4. 1300-1348
- Rudolf 5. 1348-1361

### Markgrever af Baden-Baden 1348-1588
- Frederik 3. 1348-1353
- Rudolf 6. 1353-1372
- Bernard 1. og Rudolf 7. 1372-1391
- Bernhard 1. 1391-1431
- Jakob 1431-1453
- Bernhard 2. og Karl 1. 1453-1458
- Karl 1. 1458-1475
- Christopher 1. 1475-1515
- Bernhard 3. 1515-1536
- Philibert 1536-1569
- Philip 2. 1569-1588

### Markgrever af Baden-Durlach 1515-1771
- Ernst 1515-1553
- Karl 2. 1553-1577
- Ernst Frederik 1577-1604
- Georg Frederik 1604-1622
- Frederik 5. 1622-1659
- Frederik 6. 1659-1677
- Frederik 7. 1677-1709
- Karl 3. Vilhelm 1709-1738
- Karl Frederik 1738-1771 (blev markgreve af hele Baden i 1771)

### Markgrever af Baden-Sponheim 1515-1533
- Philip 1. 1515-1533

### Markgrever af Baden-Rodemachern 1536-1596
- Christopher 2. 1536-1575
- Edvard Fortunatus 1575-1596

### Markgrever af Baden-Rodenheim 1575-1620
- Philip 3. 1575-1620

### Markgrever af Baden-Hachberg 1577-1591
- Jakob 2. 1577-1590
- Ernst Jakob 1590-1591

### Markgrever af Baden-Sausenberg 1577-1604
- Georg Frederik 1577-1604

### Markgrever af Baden-Rodemachern 1622-1666
- Herman Fortunatus 1622-1664
- Karl Vilhelm 1664-1666

### Markgrever af Baden-Baden 1622-1771
- Vilhelm 1622-1677
- Ludvig Vilhelm 1677-1707
- Ludvig Georg Simpert 1707-1761
- August Georg Simpert 1761-1771

## Markgrever af Baden 1771-1803
- Karl Frederik 1771-1803, blev kurfurste af Baden i 1803

## Kurfurster og markgrever af Baden 1803-1806
- Karl Frederik 1803-1806, blev storhertug af Baden i 1806

## Storhertuger af Baden 1806-1918
| Navn          | Billede | Født | Tiltrådte | Fratrådte/Død | Begravet |
| ------------- | ------- | ---- | --------- | ------------- | -------- |
| Karl Frederik |         | 1728 | 1806      | 1811          |          |
| Karl          |         | 1786 | 1811      | 1818          |          |
| Ludvig 1.     |         | 1763 | 1818      | 1830          |          |
| Leopold       |         | 1790 | 1830      | 1852          |          |
| Ludvig 2.     |         | 1826 | 1852      | 1856          |          |
| Frederik 1.   |         | 1826 | 1856      | 1907          |          |
| Frederik 2.   |         | 1857 | 1907      | 1918          |          |

## (Overhoveder for huset Zähringen siden 1918)
| Navn        | Billede | Tiltrådte         | Fratrådte        | Ægtefælle                | Relation til forgænger      |
| ----------- | ------- | ----------------- | ---------------- | ------------------------ | --------------------------- |
| Frederik 2. |         | 22. november 1918 | 9. august 1928   | Hilda af Nassau          | søn af Frederik 1. af Baden |
| Max         |         | 9. august 1928    | 6. november 1929 | Marie Louise af Hannover | sønnesøn af Leopold 1.      |
| Berthold    |         | 6. november 1929  | 27. oktober 1963 | Theodora af Grækenland   | søn af Max af Baden         |
| Maximilian  |         | 27. oktober 1963  |                  | Valerie af Østrig        | søn af Berthold af Baden    |

## Presidenter i Den Demokratiske Republik Baden 1918-1945
1. Anton Geiß (SPD) 1918-1920
2. Gustav Trunk (Zentrum) 1920-1921
3. Hermann Hummel (DDP) 1921-1922
4. Adam Remmele (SPD) 1922-1923
5. Heinrich Köhler (Zentrum) 1923-1924
6. Willy Hellpach (DDP) 1924-1925
7. Gustav Trunk (Zentrum) 1925-1926
8. Heinrich Köhler (Zentrum) 1926-1927
9. Gustav Trunk (Zentrum) 1927
10. Adam Remmele (SPD) 1927-1928
11. Josef Schmitt (Zentrum) 1928-1930
12. Josef Wittemann (Zentrum) 1930-1931
13. Josef Schmitt (Zentrum) 1931-1933
14. Robert Wagner (NSDAP) 1933
15. Walter Köhler (NSDAP) 1933-1945

## Statspræsidenter i Baden (Südbaden) 1945-1952
1. flere præsidenter 1945-1946
2. Leo Wohleb (BCSV, senere CDU) 1946-1952